# Birken (Barmen)
Birken ist eine Ortslage in der bergischen Großstadt Wuppertal. Die Ortslage ist aus einem neuzeitlichen Hof hervorgegangen.

## Lage und Beschreibung
Die Ortslage befindet sich auf 342 m ü. NHN in dem Bereich der heutigen Straßen Schliemannweg Ecke Scharpenacker Weg im Wohnquartier Lichtenplatz des Stadtbezirks Barmen. Als eigenständiger Siedlungsplatz ist Birken heute nicht mehr wahrnehmbar, die Hofstelle wird von der heutigen Wohnbebauung am Schliemannweg eingenommen.
Die Topographische Aufnahme der Rheinlande von 1824 und die Preußische Uraufnahme von 1840 verzeichnen die Ortslage unter dem Namen In den Birken, ab der Preußischen Neuaufnahme von 1892 ist die Ortslage nur noch als Birken verzeichnet.